# Robert Skolimowski
Robert Wacław Skolimowski (Varsavia, 14 agosto 1956) è un ex sollevatore polacco medagliato mondiale, che ha gareggiato nella categoria dei pesi supermassimi.

## Biografia
Dopo il diploma alla scuola tecnica meccanica, intraprese gli studi presso l'Accademia di Educazione Fisica di Varsavia. Dopo il ritiro dall'attività agonistica, lavorò come allenatore degli juniores e successivamente come agente di sicurezza. È il padre di Kamila Skolimowska (1982-2009), campionessa olimpica di lancio del martello, deceduta a 26 anni durante un allenamento per cause non del tutto chiarite (attacco cardiaco oppure embolia polmonare).
Nel 2015 fu un componente del comitato onorario indipendente che sostenne Bronisław Komorowski prima delle elezioni presidenziali, dove fu sconfitto da Andrzej Duda.

## Carriera
Da sollevatore militò nell'AZS Warszawa, e a livello nazionale fu per sette volte campione polacco (1978, 1982-1985, 1988, 1989). Allenato da Boguslav Dembek, nel 1975 fu campione mondiale ed europeo juniores a Marsiglia.
A livello internazionale i suoi maggiori risultati furono le medaglie di bronzo ottenute nei campionati mondiali del 1986 a Sofia, ai primi Goodwill Games di Mosca del 1986 e ai Giochi dell'Amicizia a Varna nel 1984, disputati per il boicottaggio delle Olimpiadi di Los Angeles del 1984.
Partecipò alle Olimpiadi di Mosca nel 1980 (che valevano anche come campionati mondiali), piazzandosi al settimo posto. Ai campionati europei di Vitoria nel 1984 conquistò la medaglia di bronzo nello strappo, agli europei di Katowice nel 1985 vinse la medaglia d'argento nello strappo, agli europei di Karl-Marx-Stadt nel 1986 si classificò al quinto posto, agli europei di Cardiff nel 1988 si piazzò al settimo posto.